# Бондаренко Зінаїда Василівна
Зінаїда Василівна Бондаренко (біл. Зінаіда Васілеўна Бандарэнка, 17 лютого 1937, Машанаки, Могильовський район) — Герой Соціалістичної Праці (1981). Почесний хімік СРСР (1976).

## Біографія
З 1955 року прядильниця, з 1975 апаратниця формування хімічного волокна прядильного цеху заводу штучного волокна імені Куйбишева Могильовського виробничого об'єднання «Хімволокно» імені Леніна. Член ЦК КПБ з 1981 року. Депутат Верховної Ради БРСР у 1976-1981 роках.